# Битва при Эль-Тебе
Битва при Эль-Тебе (4 и 29 февраля 1884 года) — два сражения на побережье Красного моря между египетскими войсками генерала Валентина Бейкера (Бейкер-паши) и суданскими повстанцами-махдистами во главе с Османом Диньей (4 февраля), и британскими войсками генерала Джеральда Грэма и махдистами (29 февраля).

## Предыстория
Участие Великобритании в подавлении восстания махдистов в Судане было следствием поддержки британцами хедива Египта после подавления восстания Ораби-паши в 1882 году. Несмотря на то, что Египет ещё являлся номинально частью Османской империи, правление хедива зависело от британской поддержки, способной помочь в обеспечении безопасности Суэцкого канала и устранении суданской работорговли.
Тем не менее, британское правительство под руководством премьер-министра Уильяма Гладстона стремилось дистанцироваться от египетских маневров в Судане с самого начала восстания махдистов, объявивших джихад туркам в лице египетских войск. Силы махдистов добились серьезных успехов в боях против египетских войск в 1882 и 1883 годах, и несколько городов и гарнизонов египетских войск оказались в окружении. Чтобы уберечь египтян от поражения, британцы решили все-таки отправить им в помощь свои войска.

## Битва

### 4 февраля 1884 года
Египетский порт Суакин на берегу Красного моря ещё мог принимать суда, но дальше вглубь города Токар и Синкат были полностью отрезаны силами повстанцев. В феврале 1884 года 3-тысячная армия была отправлена из Суэца в Суакин, чтобы снять осады гарнизонов Токара и Синката. Командование этими войсками хедив доверил Бейкер-паше, в сопровождении других европейских офицеров. С самого начала экспедиция столкнулась с серьёзными проблемами. Большая часть пехоты была сформирована из египетских батальонов жандармерии, которых учили лишь основам гарнизонной службы. Прибытие в пустыню окончательно уничтожило их боевой дух.
3 февраля Бейкер перебросил свои силы на корабле из Суакина к Тринкитату, городу на побережье недалеко от Токара. Он обустроил лагерь прямо на пляже и выдвинулся на следующий день. На привале у Эль-Теба египтяне были атакованы 1000 махдистов. Несмотря на превосходство в численности и вооружении, египтян охватила паника, и они побежали. Махдисты преследовали отступавших и нанесли им огромный урон, убив всех европейских офицеров, которые пытались сопротивляться. Бейкер, будучи не в состоянии сплотить своих солдат, отступил в лагерь с немногими оставшимися в живых и сумел защитить его от махдистов. Менее чем с 700 из 3500 солдат он смог вернуться в Суакин.
После возвращения Бейкер попытался организовать оборону порта, но египетские войска потеряли доверие к британским офицерам и отказались подчиниться. Поражение предрешило судьбу блокированных гарнизонов: гарнизон Синката попытался прорваться в Суакин, но был истреблен в пути, а гарнизон Токара сдался без боя.

### 29 февраля 1884 года

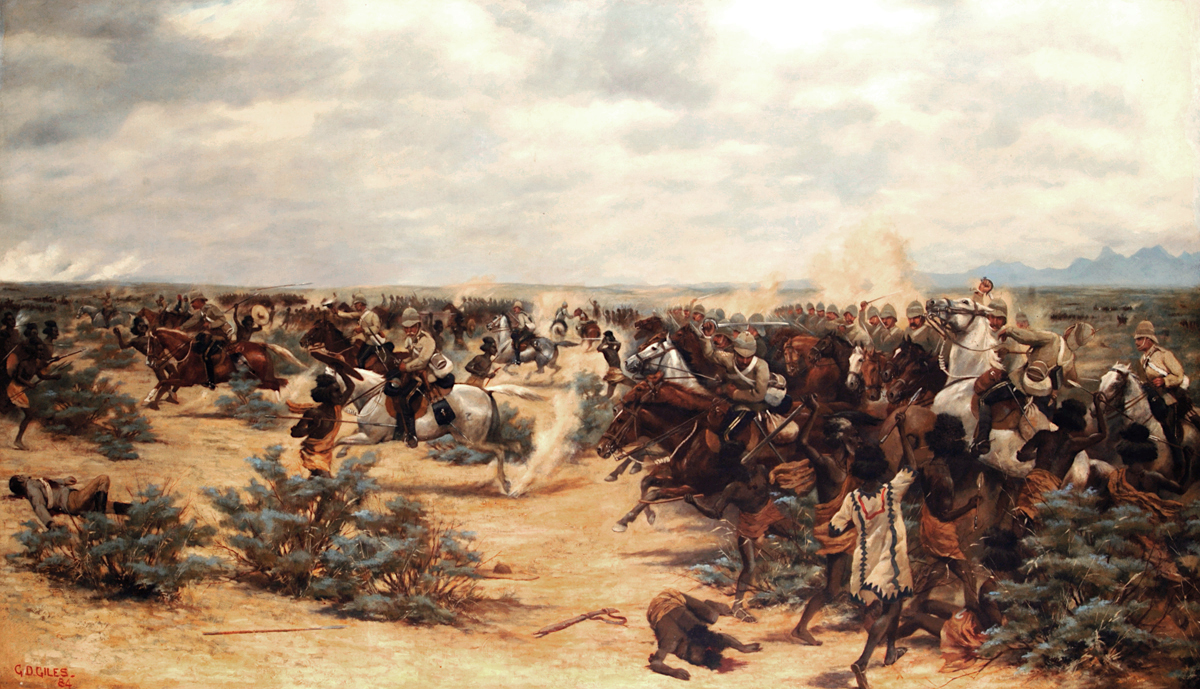
Битва при Эль-Тебе

В Великобритании поражение Бейкера вызвало ярость империалистической фракции, представленной лордом Вулзли, который потребовал вмешательства британских войск. Неохотно британское правительство согласилось и направило несколько единиц, возвращавшихся из Индии, в Суакин.
21 февраля войска под командованием сэра Джеральда Грэма выдвинулись на Эль-Теб через Тринкитат. Армия состояла из 4500 солдат с 22 орудиями и 6 пулемётами. 29 февраля британцы подошли к основной позиции махдистов на холме недалеко от Эль-Теба. Эта позиция состояла из нескольких траншей и стрелковых ям. Махдисты также имели несколько артиллерийских орудий Круппа, в том числе захваченных в Токаре. Англичане, образовав квадрат, стали продвигаться на позиции махдистов под плотным ружейным огнём. После краткой артиллерийской дуэли пушки махдистов притихли, и англичане двинулись в атаку. Махдисты прятались в окопах, чтобы избежать ружейного огня, а при приближении британцев бросались в штыковую атаку небольшими группами от двадцати до тридцати человек. Повстанцы применили и другую своеобразную тактику: под ружейным огнём они падали на землю, притворяясь мёртвыми, британская кавалерия, заряжая винтовки, двигалась в более медленном темпе через ряды «мёртвых», и махдисты неожиданно вскакивали, перерезали подколенные сухожилия лошадей и бросались на всадников. В верхней части холма находилась укреплённая деревня махдистов, её гарнизон сопротивлялся наиболее упорно. Тем не менее, британской пехоте удалось зачистить траншеи штыками, после чего боевые действия затихли.
Силы Грэма подошли к Токару, не встречая сопротивления. После битвы большая часть потерянного имущества армии Бейкера была возвращена.
Британцы понесли лёгкие потери, огонь махдистов, как правило, был неточным. Бейкер-паша, который сопровождал армию, был ранен в челюсть. Махдисты в свою очередь потеряли около 2000 человек.

## Последствия
По возвращении Грэма в Англию он получил благодарность парламента и был произведён в генерал-лейтенанты за выдающиеся заслуги. Кроме того, наград удостоилось значительное число низших чинов.